# Amtsgericht Ibbenbüren

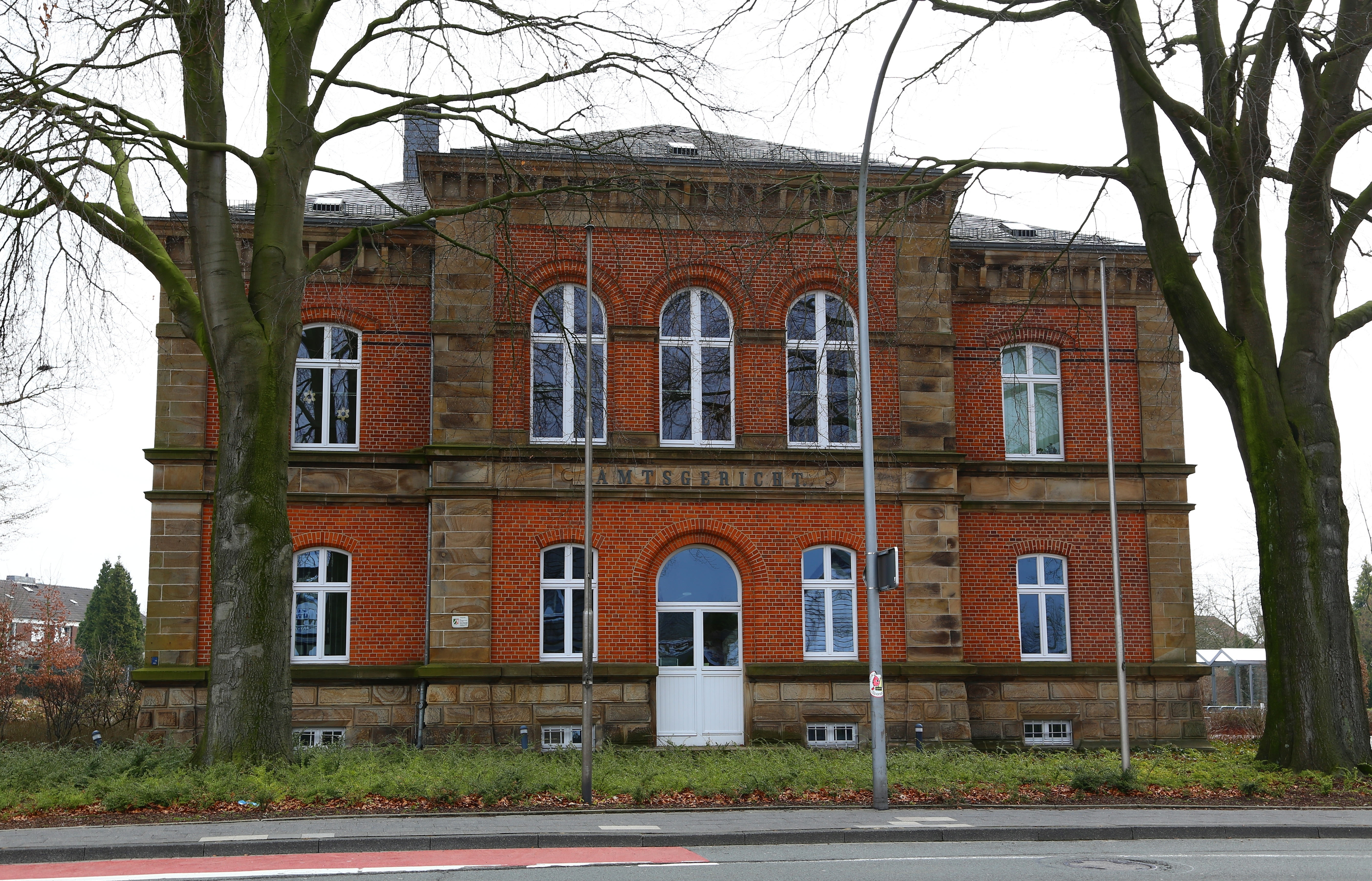
Hauptgebäude des Amtsgerichts Ibbenbüren

Das Amtsgericht Ibbenbüren mit Sitz in der Stadt Ibbenbüren im Tecklenburger Land (Kreis Steinfurt) ist ein Gericht der ordentlichen Gerichtsbarkeit und eines von 15 Amtsgerichten (AG) im Bezirk des Landgerichts Münster. Neben den Amtsgerichten Rheine, Steinfurt, Tecklenburg ist es eins von vier Amtsgerichten im Kreisgebiet.

## Gerichtsbezirk und Aufgabenbereiche
Der Sitz des Amtsgerichts ist 49477 Ibbenbüren, Münsterstraße 35. Der Gerichtsbezirk des Amtsgerichts umfasst das westliche Tecklenburger Land und ist zuständig für rund 110.000 Einwohner.
Zum Bezirk zählen folgende Städte und Gemeinden:
- Stadt Ibbenbüren,
- Stadt Hörstel mit den Ortsteilen Bevergern, Dreierwalde und Riesenbeck,
- Gemeinde Hopsten mit den Ortsteilen Halverde und Schale,
- Gemeinde Mettingen,
- Gemeinde Recke,
- Gemeinde Saerbeck

Die Aufgaben umfassen das der ordentlichen Gerichtsbarkeit, also Zivil- und Strafrecht, soweit es den Amtsgerichten zugewiesen ist. Das Amtsgericht Ibbenbüren ist nicht zuständig für Mahnverfahren. Diese sind für den OLG-Bezirk Hamm und dem OLG-Bezirk Düsseldorf dem Amtsgericht Hagen, Zentrales Mahngericht zugewiesen. Die Insolvenzverfahren im gesamten Gerichtsbezirk des Landgerichts Münster sind dem Amtsgericht Münster zugewiesen.

## Übergeordnete Gerichte
Dem Amtsgericht Ibbenbüren ist unmittelbar das Landgericht Münster übergeordnet und diesem wiederum das Oberlandesgericht Hamm.

## Gebäude
Das Hauptgebäude Münsterstraße 35 stammt aus dem Jahr 1881. Es ist gebaut aus Ibbenbürener Sandstein und rotem Ziegel. Der Stil entspricht dem der wilhelminischen Zeit. Es steht unter Denkmalschutz. Separat untergebracht in einem Nebengebäude ist das Grundbuchamt. Wegen Platzmangels wurden Ende der 1990er-Jahre einige der ehemaligen Räume des katholischen Kindergartens St. Ludwig Ibbenbüren mitgenutzt. Für den seit 1998 existierenden Anbau legte der NRW-Innenminister Fritz Behrens am 19. August 1998 den Grundstein. Ein früheres weiteres Nebengebäude an der Ledder Straße wurde aufgegeben. 2001 wurde das denkmalgeschützte Gebäude saniert und am 21. November feierlich wiederbezogen.